# Rugby a 15 nel 1905

## Attività internazionale

### Tornei per nazioni
|  | Home Championship | Inghilterra |

### Tour
- La Nuova Zelanda effettua un tour in Nuova Zelanda, Australia, Europa e Canada[1]. È il primo tour ufficiale della nazionale neozelandese. È anche la data in cui nasce la denominazione di All Blacks al posto di quella di Originals.

## Barbarians
- I Barbarians hanno disputato i seguenti incontri

| Penarth 21 aprile 1905 | Penarth RFC | 8 – 5 | Barbarians |  |

| Swansea 22 aprile 1905 | Swansea RFC | 26 – 6 | Barbarians | (Saint Helen's) |

| Cardiff 24 aprile 1905 | Cardiff RFC | 5 – 8 | Barbarians | (Arms Park) |

| Devonport 25 aprile 1905 | Devonport | 11 – 3 | Barbarians |  |

| 26 aprile 1905 | Plymouth | 15 – 8 | Barbarians |  |

| Newport 26 dicembre 1905 | Newport RFC | 11 – 3 | Barbarians | (Rodney Parade) |

| Cardiff 27 dicembre 1905 | Cardiff RFC | 15 – 0 | Barbarians | (Arms Park) |

## Campionati nazionali
| Argentina     | Camp. di Buenos Aires   | Club Atlético del Rosario |
| Francia       | Campionato              | Stade bordelais           |
| Inghilterra   | Campionato delle contee | Durham                    |
| Nuova Zelanda | Ranfurly Shield         | Wellington da 6/8/1904    |
|               |                         | Auckland da 25/8/1905     |